# Panamerikanische Fußballmeisterschaft

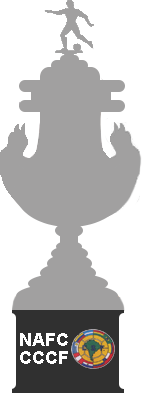
Die Trophäe des Wettbewerbs

Die Panamerikanische Fußballmeisterschaft war eine mit der Copa América vergleichbare Meisterschaft für Fußballnationalmannschaften aus Nord-, Mittel- und Südamerika, die zwischen 1952 und 1960 dreimal ausgetragen wurde. Veranstalter war die 1946 gegründete Panamerikanische Fußball-Konföderation (PFC), die seither nicht mehr in Erscheinung getreten ist.
Der Wettbewerb, nicht zu verwechseln mit dem Fußballturnier im Rahmen der Panamerikanischen Spiele, wurde 1952 und 1956 mit jeweils sechs sowie 1960 mit vier Teilnehmern ausgetragen. Gespielt wurde im Ligaformat in einer einfachen Runde Jeder gegen Jeden jeweils in einer Stadt. 1960 traten die Mannschaften zweimal gegeneinander an. Die Kriterien für die Teilnahme sind unbekannt. Die Fußballnationalmannschaft von Brasilien gewann die ersten beiden Ausgaben die in Chile und Mexiko stattfanden. Die Fußballnationalmannschaft von Argentinien gewann das dritte Turnier in Costa Rica.

## Die Turniere im Überblick
| Jahr         | Gastgeber                 | Finalstände | Finalstände | Finalstände | Finalstände |
| Jahr         | Gastgeber                 | Sieger      | 2. Platz    | 3. Platz    | 4. Platz    |
| ------------ | ------------------------- | ----------- | ----------- | ----------- | ----------- |
| 1952 Details | Chile (Santiago de Chile) | Brasilien   | Chile       | Uruguay     | Peru        |
| 1956 Details | Mexiko (Mexiko-Stadt)     | Brasilien   | Argentinien | Costa Rica  | Peru        |
| 1960 Details | Costa Rica (San José)     | Argentinien | Brasilien   | Mexiko      | Costa Rica  |

## Trivia
Zum 100. Geburtstag des Südamerikanischen Fußballverbandes CONMEBOL gab es eine Panamerika-Meisterschaft mit 16 Teilnehmern, die in verschiedenen Städten der Vereinigten Staaten stattfand. Das Turnier, Copa América Centenario, das von den nord- und südamerikanischen Verbänden CONCACAF und CONMEBOL gemeinsam veranstaltet wurde, fand vom 3. bis zum 26. Juni 2016 statt, zeitgleich zur vom 10. Juni bis zum 10. Juli ausgetragenen Europameisterschaft.